# 薩爾瓦多花鱂
薩爾瓦多花鱂為輻鰭魚綱鯉齒目鯉齒亞目花鳉科的其中一種，於1907年由查爾斯·泰特·里根描述，分布於中美洲薩爾瓦多的淡水流域，屬雜食性，生活習性不明。

## 擴展閱讀
維基物種上的相關：薩爾瓦多花鱂